# Genianthus maingayi
Genianthus maingayi är en oleanderväxtart som beskrevs av Joseph Dalton Hooker. Genianthus maingayi ingår i släktet Genianthus och familjen oleanderväxter. Inga underarter finns listade i Catalogue of Life.